# Cratere Hume
Hume è un cratere lunare di 22,3 km situato nella parte sud-occidentale della faccia nascosta della Luna.
Il cratere è dedicato al filosofo scozzese David Hume.

## Crateri correlati
Alcuni crateri minori situati in prossimità di Hume sono convenzionalmente identificati, sulle mappe lunari, attraverso una lettera associata al nome.
| Hume | Coordinate           | Diametro (in km) |
| ---- | -------------------- | ---------------- |
| A    | 3°50′24″S 90°39′00″E | 20,65            |
| Z    | 3°36′36″S 90°25′12″E | 14,22            |